# Bartniki (Kiwity)
Bartniki (deutsch Bleichenbarth) ist ein Dorf in der polnischen Woiwodschaft Ermland-Masuren. Es gehört zur Gmina Kiwity (Landgemeinde Kiwitten) im Powiat Lidzbarski (Kreis Heilsberg).

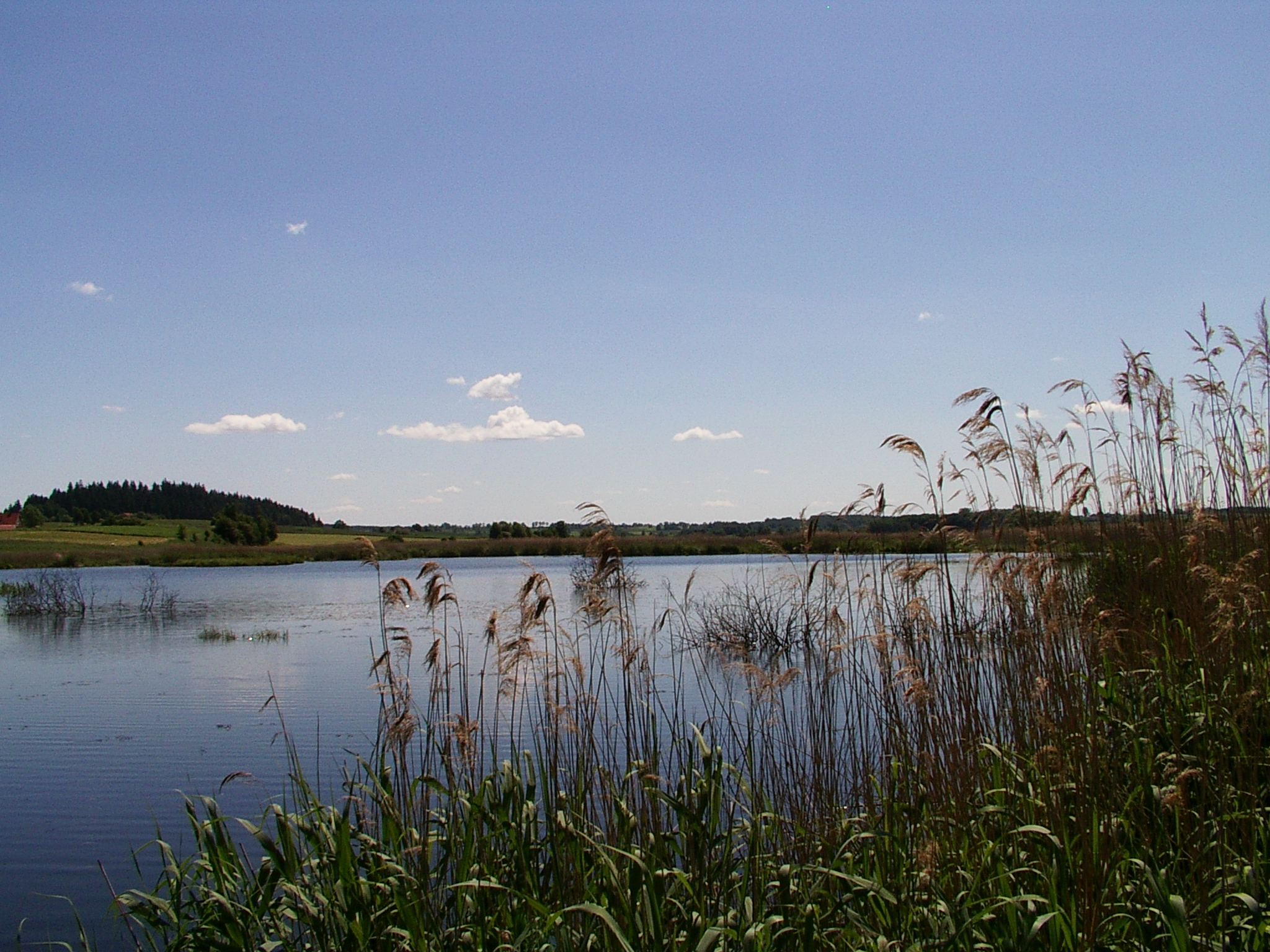
Der ehemalige Bleichenbarther See (Bartnickie Łąki), jetzt Rozlewisko Bartniki

## Geographische Lage
Bartniki liegt am Nordrand des Rozlewisko Bartniki (früher Bartnickie Łąki, ehemaliger Bleichenbarther See, jetzt ein Sumpfgebiet) im nördlichen Westen der Woiwodschaft Ermland-Masuren, zwölf Kilometer südöstlich der Kreisstadt Lidzbark Warmiński (Heilsberg).

## Geschichte
Bei dem einstigen Bleichenbart (der Ort schrieb sich erst nach 1820 Bleichenbarth) handelte es sich um ein weit gstreutes Dorf. Im Jahre 1874 wurde die Landgemeinde Bleichenbarth in den neu errichteten Amtsbezirk Kiwitten eingegliedert, der zum ostpreußischen Kreis Heilsberg im Regierungsbezirk Königsberg gehörte. Im Jahre 1910 zählte Bleichenbarth 160 Einwohner.
Am 30. September 1928 vergrößerte sich Bleichenbarth, als das Nachbargut Parkitten (polnisch Parkity) mit seinem Vorwerk Waldhof (Polanka) eingemeindet wurde.
Im Jahre 1933 belief sich die Zahl der Einwohner der Gemeinde Bleichenbarth auf 259, im Jahre 1939 auf 254.
Im Jahre 1945 wurde das gesamte südliche Ostpreußen in Kriegsfolge an Polen abgetreten. Bleichenbarth erhielt die polnische Namensform „Bartniki“ und ist heute eine Ortschaft im Verbund der Gmina Kiwity (Landgemeinde Kiwitten) im Powiat Lidzbarski (Kreis Heilsberg), von 1975 bis 1998 der Woiwodschaft Olsztyn, seither der Woiwodschaft Ermland-Masuren zugehörig. In Bartniki waren im Jahre 2021 90 Einwohner gemeldet.

## Religion
Bartniki gehört heute wie Bleichenbarth bereits vor 1945 zur römisch-katholischen Pfarrkirche in Kiwity (Kiwitten), jetzt dem Erzbistum Ermland zugeordnet.
Bis 1945 war Bleichenbarth außerdem in die evangelische Kirche Heilsberg in der Kirchenprovinz Ostpreußen der Kirche der Altpreußischen Union eingegliedert. Heute gehört Bartniki zur Diözese Masuren der Evangelisch-Augsburgischen Kirche in Polen.

## Verkehr
Bartniki liegt an einer Nebenstraße, die in Kiwity (Kiwitten) von der Woiwodschaftsstraße 513 abzweigt und bis nach Polkajmy (Polkeim) führt. In Bartniki kreuzt eine weitere von Kobiela (Kobeln) nach Rokitnik (Thegsten) verlaufende Straße.
Bartniki hat keinen Bahnanschluss. Zwischen 1905 und 1945 war Thegsten resp. Rokitnik die nächste Bahnstation. Sie lag an der Bahnstrecke Schlobitten–Wormditt–Heilsberg–Bischdorf–Angerburg, die nach 1945 hier nicht mehr befahren wurde.